# Wereldkampioenschappen atletiek 2011
De wereldkampioenschappen atletiek van 2011 werden van 27 augustus tot en met 4 september gehouden in het Daegu Blue Arc Stadium in Daegu, Zuid-Korea.
Tijdens het congres van de IAAF op 27 maart 2007 was besloten deze wereldkampioenschappen (WK) toe te wijzen aan Daegu en die van 2013 aan Moskou. Voor 2011 waren de steden Daegu, Moskou en Brisbane in de race. Göteborg trok zich in december 2006 terug.

## Prestaties Belgische en Nederlandse selectie

### België

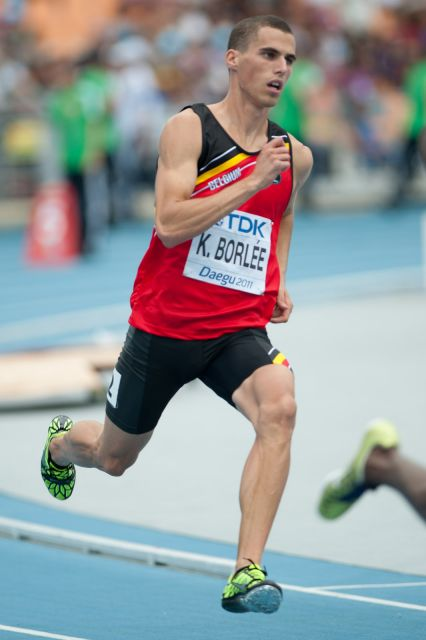
Kevin Borlée veroverde als enige van alle Belgische en Nederlandse deelnemers een medaille: brons op de 400 m.

Vrouwen
| Atleet                          | Ronde                                          | Prestatie                | Plaats    |
| ------------------------------- | ---------------------------------------------- | ------------------------ | --------- |
| Anne Zagré (100 m horden)       | 1e ronde halve finale finale                   | 13,47 -                  | 7 -       |
| Élodie Ouédraogo (400 m horden) | 1e ronde halve finale finale                   | 55,40 55,29 -            | 3 5 -     |
| Sara Aerts (zevenkamp)          | 100 mH hoog kogel 200 m ver speer 800 m totaal | 13,38 1,74 12,49 DNS DNF | 8 22 20 - |

Mannen
| Atleet                                                                          | Ronde                                                                 | Prestatie                                                       | Plaats                        |
| ------------------------------------------------------------------------------- | --------------------------------------------------------------------- | --------------------------------------------------------------- | ----------------------------- |
| Kevin Borlée (400 m)                                                            | 1e ronde halve finale finale                                          | 44,77 45,02 44,90                                               | 2 · 2 ·                       |
| Jonathan Borlée (400 m)                                                         | 1e ronde halve finale finale                                          | 45,16 45,14 45,07                                               | 2 5                           |
| Jeroen D'hoedt (1500 m)                                                         | 1e ronde halve finale finale                                          | 3.45,54 -                                                       | 10 -                          |
| Thomas Van Der Plaetsen (tienkamp)                                              | 100 m ver kogel hoog 400 m 110 mH discus polshoog speer 1500 m totaal | 11,20 7,79 12,76 2,17 49,46 14,79 37,20 5,10 58,91 4.45,86 8069 | 23 1 28 1 11 19 25 2 13 15 13 |
| Jonathan Borlée Antoine Gillet Nils Duerinck Kevin Borlée (4 × 400 m estafette) | 1e ronde finale                                                       | 3.00,71 3.00,41                                                 | 1 5                           |

### Nederland

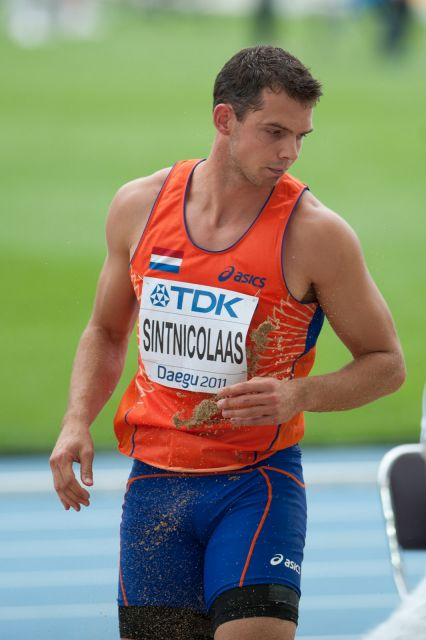
Met een vijfde plaats op de tienkamp was Eelco Sintnicolaas in Daegu veruit de best presterende Nederlander.

Vrouwen
| Atleet | Ronde                                          | Prestatie                                      | Plaats               |
| --- | ---------------------------------------------- | ---------------------------------------------- | -------------------- |
| Dafne Schippers (200 m) | 1e ronde halve finale finale                   | 22,69 22,92 -                                  | 1 5 -                |
| Yvonne Hak (800 m) | 1e ronde halve finale finale                   | 2.03,05 -                                      | 6 -                  |
| Monique Jansen (discuswerpen)                                                                                                   | kwalificatie finale                            | 58,23 -                                        | 7 -                  |
| Remona Fransen (zevenkamp) | 100 mH hoog kogel 200 m ver speer 800 m totaal | 13,57 1,80 13,76 25,17 6,06 38,03 2.16,80 6027 | 2 10 14 2 12 10 7 19 |
| Kadene Vassell, Dafne Schippers, Anouk Hagen, Jamile Samuel (reserves: Marit Dopheide, Nikki van Leeuwen) (4 × 100 m estafette) | 1e ronde finale                                | 43,44 (ev. NR) -                               | 3 -                  |

Mannen
| Atleet | Ronde                                                                 | Prestatie                                                       | Plaats                 |
| --- | --------------------------------------------------------------------- | --------------------------------------------------------------- | ---------------------- |
| Churandy Martina (100 m) | 1e ronde halve finale finale                                          | 10,32 10,29 -                                                   | 3 6 -                  |
| Churandy Martina (200 m) | 1e ronde halve finale finale                                          | 20,70 DNS -                                                     | 5 -                    |
| Bram Som (800 m) | 1e ronde halve finale finale                                          | 1.46,79 1.46,69 -                                               | 3 6 -                  |
| Erik Cadée (discuswerpen) | kwalificatie finale                                                   | 61,62 -                                                         | 11 -                   |
| Rutger Smith (discuswerpen) | kwalificatie finale                                                   | 62,12 -                                                         | 8 -                    |
| Eelco Sintnicolaas (tienkamp) | 100 m ver kogel hoog 400 m 110 mH discus polshoog speer 1500 m totaal | 10,76 7,29 14,13 1,93 48,35 14,42 42,23 5,20 61,07 4.25,40 8298 | 1 12 4 9 1 4 7 1 4 3 5 |
| Ingmar Vos (tienkamp) | 100 m ver kogel hoog 400 m 110 mH discus polshoog speer 1500 m totaal | 10,82 7,41 13,86 DNS DNF                                        | 2 7 5 -                |
| Giovanni Codrington, Brian Mariano, Jerrel Feller, Patrick van Luijk (niet gestart: Churandy Martina, reserve: Mike van Kruchten) (4 × 100 m estafette) | 1e ronde finale                                                       | DQ -                                                            | 3 -                    |

## Resultaten

### 100 m
| Mannen | Mannen              | Mannen | Mannen  |
| #      | Atleet              | Land   | Tijd    |
| ------ | ------------------- | ------ | ------- |
| Goud   | Yohan Blake         | JAM    | SB 9,92 |
| Zilver | Walter Dix          | USA    | 10,08   |
| Brons  | Kim Collins         | SKN    | 10,09   |
| 4      | Christophe Lemaitre | FRA    | 10,19   |
| 5      | Daniel Bailey       | ANT    | 10,26   |
| 6      | Jimmy Vicaut        | FRA    | 10,27   |
| 7      | Nesta Carter        | JAM    | 10,95   |
| –      | Usain Bolt          | JAM    | DSQ     |

| Vrouwen | Vrouwen            | Vrouwen | Vrouwen |
| #       | Atlete             | Land    | Tijd    |
| ------- | ------------------ | ------- | ------- |
| Goud    | Carmelita Jeter    | USA     | 10,90   |
| Zilver  | Veronica Campbell  | JAM     | 10,97   |
| Brons   | Kelly-Ann Baptiste | TRI     | 10,98   |
| 4       | Shelly-Ann Fraser  | JAM     | 10,99   |
| 5       | Blessing Okagbare  | NGR     | 11,12   |
| 6       | Kerron Stewart     | JAM     | 11,15   |
| 7       | Ivet Lalova        | BUL     | 11,27   |
| 8       | Marshevet Myers    | USA     | 11,33   |

### 200 m
| Mannen | Mannen              | Mannen | Mannen   |
| #      | Atleet              | Land   | Tijd     |
| ------ | ------------------- | ------ | -------- |
| Goud   | Usain Bolt          | JAM    | WL 19,40 |
| Zilver | Walter Dix          | USA    | SB 19,70 |
| Brons  | Christophe Lemaitre | FRA    | NR 19,80 |
| 4      | Jaysuma Saidy Ndure | NOR    | SB 19,95 |
| 5      | Nickel Ashmeade     | JAM    | 20,29    |
| 6      | Bruno de Barros     | BRA    | 20,31    |
| 7      | Rondel Sorrillo     | TRI    | 20,34    |
| -      | Alonso Edward       | PAN    | DNF      |

| Vrouwen | Vrouwen           | Vrouwen | Vrouwen  |
| #       | Atlete            | Land    | Tijd     |
| ------- | ----------------- | ------- | -------- |
| Goud    | Veronica Campbell | JAM     | SB 22,22 |
| Zilver  | Carmelita Jeter   | USA     | 22,37    |
| Brons   | Allyson Felix     | USA     | 22,42    |
| 4       | Shalonda Solomon  | USA     | 22,61    |
| 5       | Kerron Stewart    | JAM     | 22,70    |
| 6       | Debbie Ferguson   | BAH     | 22,96    |
| 7       | Hrystyna Stuy     | UKR     | 23,02    |
| 8       | Sherone Simpson   | JAM     | 23,17    |

### 400 m
| Mannen | Mannen              | Mannen | Mannen   |
| #      | Atleet              | Land   | Tijd     |
| ------ | ------------------- | ------ | -------- |
| Goud   | Kirani James        | GRN    | PB 44,60 |
| Zilver | LaShawn Merritt     | USA    | 44,63    |
| Brons  | Kevin Borlée        | BEL    | 44,90    |
| 4      | Jermaine Gonzales   | JAM    | 44,99    |
| 5      | Jonathan Borlée     | BEL    | 45,07    |
| 6      | Rondell Bartholomew | GRN    | 45,45    |
| 7      | Tabarie Henry       | ISV    | 45,55    |
| 8      | Femi Ogunode        | QAT    | 45,55    |

| Vrouwen | Vrouwen                  | Vrouwen | Vrouwen  |
| #       | Atlete                   | Land    | Tijd     |
| ------- | ------------------------ | ------- | -------- |
| Goud    | Amantle Montsho          | BOT     | NR 49,56 |
| Zilver  | Allyson Felix            | USA     | PB 49,59 |
| Brons   | Anastasia Kapatsjinskaja | RUS     | 50,24    |
| 4       | Francena McCorory        | USA     | 50,45    |
| 5       | Antonina Krivosjapka     | RUS     | 50,66    |
| 6       | Shericka Williams        | JAM     | 50,79    |
| 7       | Sanya Richards           | USA     | 51,32    |
| 8       | Novlene Williams-Mills   | JAM     | 52,89    |

### 800 m
| Mannen | Mannen               | Mannen | Mannen  |
| #      | Atleet               | Land   | Tijd    |
| ------ | -------------------- | ------ | ------- |
| Goud   | David Rudisha        | KEN    | 1.43,91 |
| Zilver | Abubaker Kaki Khamis | SUD    | 1.44,41 |
| Brons  | Joeri Borzakovski    | RUS    | 1.44,49 |
| 4      | Marcin Lewandowski   | POL    | 1.44,80 |
| 5      | Nick Symmonds        | USA    | 1.45,12 |
| 6      | Adam Kszczot         | POL    | 1.45,25 |
| 7      | Alfred Yego          | KEN    | 1.45,83 |
| 8      | Mohammed Aman        | ETH    | 1.45,93 |

| Vrouwen | Vrouwen                | Vrouwen | Vrouwen    |
| #       | Atlete                 | Land    | Tijd       |
| ------- | ---------------------- | ------- | ---------- |
| Goud    | Caster Semenya         | RSA     | SB 1.56,35 |
| Zilver  | Janeth Jepkosgei       | KEN     | SB 1.57,42 |
| Brons   | Alysia Montaño         | USA     | SB 1.57,48 |
| 4       | Maggie Vessey          | USA     | SB 1.58,50 |
| 5       | Kenia Sinclair         | JAM     | 1.58,66    |
| DSQ     | Maria Savinova         | RUS     | WL 1.55,87 |
| DSQ     | Jekaterina Kostetskaja | RUS     | 1.57,82    |
| DSQ     | Joelia Roesanova       | RUS     | 1.59,74    |

### 1500 m
| Mannen | Mannen               | Mannen | Mannen  |
| #      | Atleet               | Land   | Tijd    |
| ------ | -------------------- | ------ | ------- |
| Goud   | Asbel Kiprop         | KEN    | 3.35,69 |
| Zilver | Silas Kiplagat       | KEN    | 3.35,92 |
| Brons  | Matthew Centrowitz   | USA    | 3.36,08 |
| 4      | Manuel Olmedo        | ESP    | 3.36,33 |
| 5      | Abdalaati Iguider    | MAR    | 3.36,56 |
| 6      | Mohamed Moustaoui    | MAR    | 3.36,80 |
| 7      | Mekonnen Gebremedhin | ETH    | 3.36,81 |
| 8      | Eduar Villanueva     | VEN    | 3.37,31 |

| Vrouwen | Vrouwen                | Vrouwen | Vrouwen |
| #       | Atlete                 | Land    | Tijd    |
| ------- | ---------------------- | ------- | ------- |
| Goud    | Jennifer Simpson       | USA     | 4.05,40 |
| Zilver  | Hannah England         | GBR     | 4.05,68 |
| Brons   | Natalia Rodríguez      | ESP     | 4.05,87 |
| 4       | Btissam Lakhouad       | MAR     | 4.06,18 |
| 5       | Kalkidan Gezahegne     | ETH     | 4.06,42 |
| 6       | Ingvill Måkestad Bovim | NOR     | 4.06,85 |
| 7       | Mimi Belete            | BRN     | 4.07,60 |
| 8       | Tugba Karakaya         | TUR     | 4.08,14 |

### 5000 m
| Mannen | Mannen            | Mannen | Mannen   |
| #      | Atleet            | Land   | Tijd     |
| ------ | ----------------- | ------ | -------- |
| Goud   | Mo Farah          | GBR    | 13.23,36 |
| Zilver | Bernard Lagat     | USA    | 13.23,64 |
| Brons  | Dejen Gebremeskel | ETH    | 13.23,92 |
| 4      | Isiah Koech       | KEN    | 13.24,95 |
| 5      | Abera Kuma        | ETH    | 13.25,50 |
| 6      | Thomas Longosiwa  | KEN    | 13.26,73 |
| 7      | Eliud Kipchoge    | KEN    | 13.27,27 |
| -      | Imane Merga       | ETH    | DSQ      |

| Vrouwen | Vrouwen          | Vrouwen | Vrouwen  |
| #       | Atlete           | Land    | Tijd     |
| ------- | ---------------- | ------- | -------- |
| Goud    | Vivian Cheruiyot | KEN     | 14.55,36 |
| Zilver  | Sylvia Kibet     | KEN     | 14.56,21 |
| Brons   | Meseret Defar    | ETH     | 14.56,94 |
| 4       | Sentayehu Ejigu  | ETH     | 14.59,99 |
| 5       | Mercy Cherono    | KEN     | 15.00,23 |
| 6       | Linet Masai      | KEN     | 15.01,01 |
| 7       | Lauren Fleshman  | USA     | 15.09,25 |
| 8       | Genzebe Dibaba   | ETH     | 15.09,35 |

### 10.000 m
| Mannen | Mannen          | Mannen | Mannen      |
| #      | Atleet          | Land   | Tijd        |
| ------ | --------------- | ------ | ----------- |
| Goud   | Ibrahim Jeilan  | ETH    | 27.13,81    |
| Zilver | Mo Farah        | GBR    | 27.14,07    |
| Brons  | Imane Merga     | ETH    | 27.19,14    |
| 4      | Zersenay Tadese | ERI    | 27.22,57    |
| 5      | Martin Mathathi | KEN    | 27.23,87    |
| 6      | Peter Cheruiyot | KEN    | PB 27.25,63 |
| 7      | Galen Rupp      | USA    | SB 27.26,84 |
| 8      | Sileshi Sihine  | ETH    | 27.34,11    |

| Vrouwen | Vrouwen          | Vrouwen | Vrouwen     |
| #       | Atlete           | Land    | Tijd        |
| ------- | ---------------- | ------- | ----------- |
| Goud    | Vivian Cheruiyot | KEN     | PB 30.48,98 |
| Zilver  | Sally Kipyego    | KEN     | 30.50,04    |
| Brons   | Linet Masai      | KEN     | SB 30.53,59 |
| 4       | Priscah Cherono  | KEN     | PB 30.56,43 |
| 5       | Meselech Melkamu | ETH     | SB 30.56,55 |
| 6       | Shitaye Eshete   | BRN     | NR 31.21,57 |
| 7       | Shalane Flanagan | USA     | 31.25,57    |
| 8       | Ana Félix        | POR     | 31.37,03    |

### 3000 m steeple
| Mannen | Mannen                      | Mannen | Mannen     |
| #      | Atleet                      | Land   | Tijd       |
| ------ | --------------------------- | ------ | ---------- |
| Goud   | Ezekiel Kemboi              | KEN    | 8.14,85    |
| Zilver | Brimin Kipruto              | KEN    | 8.16,05    |
| Brons  | Mahiedine Mekhissi-Benabbad | FRA    | 8.16,09    |
| 4      | Bouabdellah Tahri           | FRA    | 8.17,56    |
| 5      | Roba Gari                   | ETH    | 8.18,37    |
| 6      | Jacob Araptany              | UGA    | 8.18,67    |
| 7      | Richard Mateelong           | KEN    | 8.19,31    |
| 8      | Ion Luchianov               | MDA    | SB 8.19,69 |

| Vrouwen | Vrouwen              | Vrouwen | Vrouwen    |
| #       | Atlete               | Land    | Tijd       |
| ------- | -------------------- | ------- | ---------- |
| Goud    | Habiba Ghribi        | TUN     | NR 9.11,97 |
| Zilver  | Milcah Chemos Cheywa | KEN     | 9.17,16    |
| Brons   | Mercy Njoroge        | KEN     | 9.17,88    |
| 4       | Lydia Rotich         | KEN     | 9.25,74    |
| 5       | Sofia Assefa         | ETH     | 9.28,24    |
| 6       | Hanane Ouhaddou      | MAR     | 9.32,36    |
| DSQ     | Joelia Zaripova      | RUS     | 9.07,03    |
| DSQ     | Binnaz Uslu          | TUR     | 9.31,06    |

### 110 m horden/100 m horden
| Mannen | Mannen           | Mannen | Mannen |
| #      | Atleet           | Land   | Tijd   |
| ------ | ---------------- | ------ | ------ |
| Goud   | Jason Richardson | USA    | 13,16  |
| Zilver | Liu Xiang        | CHN    | 13,27  |
| Brons  | Andy Turner      | GBR    | 13,44  |
| 4      | David Oliver     | USA    | 13,44  |
| 5      | William Sharman  | GBR    | 13,67  |
| 6      | Aries Merritt    | USA    | 13,67  |
| –      | Dwight Thomas    | JAM    | DNF    |
| –      | Dayron Robles    | CUB    | DSQ    |

| Vrouwen | Vrouwen             | Vrouwen | Vrouwen  |
| #       | Atlete              | Land    | Tijd     |
| ------- | ------------------- | ------- | -------- |
| Goud    | Sally Pearson       | AUS     | CR 12,28 |
| Zilver  | Danielle Carruthers | USA     | PB 12,47 |
| Brons   | Dawn Harper         | USA     | PB 12,47 |
| 4       | Tiffany Porter      | GBR     | 12,63    |
| 5       | Tatyana Dektyareva  | RUS     | 12,82    |
| 6       | Nikkita Holder      | CAN     | 12,93    |
| 7       | Phylicia George     | CAN     | 17,97    |
| -       | Kellie Wells        | USA     | DNF      |

### 400 m horden
| Mannen | Mannen               | Mannen | Mannen |
| #      | Atleet               | Land   | Tijd   |
| ------ | -------------------- | ------ | ------ |
| Goud   | David Greene         | GBR    | 48,26  |
| Zilver | Javier Culson        | PUR    | 48,44  |
| Brons  | L.J. van Zyl         | RSA    | 48,80  |
| 4      | Félix Sánchez        | DOM    | 48,87  |
| 5      | Cornel Fredericks    | RSA    | 49,12  |
| 6      | Bershawn Jackson     | USA    | 49,24  |
| 7      | Angelo Taylor        | USA    | 49,31  |
| 8      | Aleksandr Derevyagin | RUS    | 49,32  |

| Vrouwen | Vrouwen               | Vrouwen | Vrouwen  |
| #       | Atlete                | Land    | Tijd     |
| ------- | --------------------- | ------- | -------- |
| Goud    | Lashinda Demus        | USA     | WL 52,47 |
| Zilver  | Melaine Walker        | JAM     | SB 52,73 |
| Brons   | Natalja Antjoech      | RUS     | 53,85    |
| 4       | Kaliese Spencer       | JAM     | 54,01    |
| 5       | Anastasiya Rabchenyuk | UKR     | SB 54,18 |
| 6       | Vanja Stambolova      | BUL     | 54,23    |
| 7       | Zuzana Hejnová        | CZE     | 54,23    |
| 8       | Elena Churakova       | RUS     | 55,17    |

### 4 x 100 m estafette
| Mannen | Mannen                                                                   | Mannen | Mannen   |
| #      | Atleet                                                                   | Land   | Tijd     |
| ------ | ------------------------------------------------------------------------ | ------ | -------- |
| Goud   | Nesta Carter Michael Frater Yohan Blake Usain Bolt                       | JAM    | WR 37,04 |
| Zilver | Teddy Tinmar Christophe Lemaitre Yannick Lesourd Jimmy Vicaut            | FRA    | SB 38,20 |
| Brons  | Jason Rogers Kim Collins Antoine Adams Brijesh Lawrence                  | SKN    | 38,49    |
| 4      | Pawel Stempel Dariusz Kuc Robert Kubaczyk Kamil Krynski                  | POL    | 38,50    |
| 5      | Michael Tumi Simone Collio Emanuele Di Gregorio Fabio Cerutti            | ITA    | 38,96    |
| 6      | Keston Bledman Marc Burns Aaron Armstrong Richard Thompson               | TRI    | 39,01    |
| -      | Christian Malcolm Craig Pickering Marlon Devonish Harry Aikines-Aryeetey | GBR    | DNF      |
| -      | Trell Kimmons Justin Gatlin Darvis Patton Walter Dix                     | USA    | DNF      |

| Vrouwen | Vrouwen                                                                    | Vrouwen | Vrouwen  |
| #       | Atlete                                                                     | Land    | Tijd     |
| ------- | -------------------------------------------------------------------------- | ------- | -------- |
| Goud    | Bianca Knight Allyson Felix Marshevet Myers Carmelita Jeter                | USA     | WL 41,56 |
| Zilver  | Shelly-Ann Fraser Kerron Stewart Sherone Simpson Veronica Campbell         | JAM     | NR 41,70 |
| Brons   | Olesya Povh Nataliya Pohrebnyak Marija Rjemjen Hrystyna Stuy               | UKR     | SB 42,51 |
| 4       | Kai Selvon Kelly-Ann Baptiste Semoy Hackett Michelle-Lee Ahye              | TRI     | 42,58    |
| 5       | Myriam Soumaré Céline Distel Lina Jacques-Sébastien Véronique Mang         | FRA     | 42,70    |
| 6       | Joelia Goesjtsjina Natalia Rusakova Elizabeta Savlinis Aleksandra Fedoriva | RUS     | 42,93    |
| 7       | Gloria Asumnu Oludamola Osayomi Agnes Osazuwa Blessing Okagbare            | NGR     | 42,93    |
| 8       | Ana Claudia Silva Vanda Gomes Franciela Krasucki Rosângela Santos          | BRA     | 43,10    |

### 4 x 400 m estafette
| Mannen | Mannen                                                            | Mannen | Mannen     |
| #      | Atleet                                                            | Land   | Tijd       |
| ------ | ----------------------------------------------------------------- | ------ | ---------- |
| Goud   | Greg Nixon Bershawn Jackson Angelo Taylor LaShawn Merritt         | USA    | 2.59,31    |
| Zilver | Shane Victor Ofentse Mogawane Willem de Beer L.J. van Zyl         | RSA    | 2.59,87    |
| Brons  | Allodin Fothergill Jermaine Gonzales Riker Hylton Leford Green    | JAM    | 3.00,10    |
| 4      | Maksim Dyldin Konstantin Svechkar Pavel Trenikhin Denis Alekseyev | RUS    | SB 3.00,22 |
| 5      | Jonathan Borlée Antoine Gillet Nils Duerinck Kevin Borlée         | BEL    | SB 3.00,41 |
| 6      | Vincent Kosgei Vincent Kiilu Anderson Mutegi Mark Mutai           | KEN    | 3.01,15    |
| 7      | Richard Strachan Nigel Levine Christopher Clarke Martyn Rooney    | GBR    | 3.01,16    |
| 8      | Jonas Plass Kamghe Gaba Miguel Rigau Thomas Schneider             | GER    | 3.01,37    |

| Vrouwen | Vrouwen                                                                            | Vrouwen | Vrouwen    |
| #       | Atlete                                                                             | Land    | Tijd       |
| ------- | ---------------------------------------------------------------------------------- | ------- | ---------- |
| Goud    | Sanya Richards Allyson Felix Jessica Beard Francena McCorory                       | USA     | WL 3.18,09 |
| Zilver  | Rosemarie Whyte Davita Prendergast Novlene Williams Shericka Williams              | JAM     | NR 3.18,71 |
| Brons   | Antonina Krivosjapka Natalja Antjoech Ljoedmila Litvinova Anastasia Kapatsjinskaja | RUS     | SB 3.19,36 |
| 4       | Perri Shakes-Drayton Nicola Sanders Christine Ohuruogu Lee McConnell               | GBR     | 3.23,63    |
| 5       | Natalja Pyhyda Anastasiya Rabchenyuk Hanna Yaroshchuk Antonina Jefremova           | UKR     | SB 3.23,86 |
| 6       | Hanna Tashpulatava Yulyana Yushchanka Ilona Voesovitsj Svjatlana Voesovitsj        | BLR     | 3.25,64    |
| 7       | Denisa Rosolová Zuzana Bergrová Jitka Bartonicková Zuzana Hejnová                  | CZE     | 3.26,57    |
| 8       | Omolara Omotosho Muizat Odumosu Margaret Etim Bukola Abogunloko                    | NGR     | 3.29,82    |

### Hoogspringen
| Mannen | Mannen                  | Mannen | Mannen  |
| #      | Atleet                  | Land   | Hoogte  |
| ------ | ----------------------- | ------ | ------- |
| Goud   | Jesse Williams          | USA    | 2,35    |
| Zilver | Aleksey Dmitrik         | RUS    | 2,35    |
| Brons  | Trevor Barry            | BAH    | PB 2,32 |
| 4      | Jaroslav Bába           | CZE    | 2,32    |
| 5      | Dimítrios Chondrokoúkis | GRE    | PB 2,32 |
| 6      | Ivan Oechov             | RUS    | 2,32    |
| 7      | Mutaz Essa Barshim      | QAT    | 2,32    |
| 8      | Aleksandr Sjoestov      | RUS    | 2,29    |

| Vrouwen | Vrouwen               | Vrouwen | Vrouwen |
| #       | Atlete                | Land    | Hoogte  |
| ------- | --------------------- | ------- | ------- |
| Goud    | Anna Tsjitsjerova     | RUS     | 2,03    |
| Zilver  | Blanka Vlašić         | CRO     | SB 2,03 |
| Brons   | Antonietta Di Martino | ITA     | 2,00    |
| 4       | Jelena Slesarenko     | RUS     | SB 1,97 |
| 5       | Svetlana Sjkolina     | RUS     | 1,97    |
| 6       | Xingjuan Zheng        | CHN     | 1,93    |
| 6       | Deirdre Ryan          | IRL     | 1,93    |
| 8       | Doreen Amata          | NGR     | 1,93    |

### Polsstokhoogspringen
| Mannen | Mannen                 | Mannen | Mannen      |
| #      | Atleet                 | Land   | Hoogte      |
| ------ | ---------------------- | ------ | ----------- |
| Goud   | Paweł Wojciechowski    | POL    | WL 5,90     |
| Zilver | Lázaro Borges          | CUB    | WL, NR 5,90 |
| Brons  | Renaud Lavillenie      | FRA    | 5,85        |
| 4      | Łukasz Michalski       | POL    | PB 5,85     |
| 5      | Malte Mohr             | GER    | 5,85        |
| 6      | Konstadínos Filippídis | GRE    | NR 5,75     |
| 7      | Mateusz Didenkow       | POL    | PB 5,75     |
| 8      | Fábio Gomes da Silva   | BRA    | 5,65        |

| Vrouwen | Vrouwen                | Vrouwen | Vrouwen |
| #       | Atlete                 | Land    | Hoogte  |
| ------- | ---------------------- | ------- | ------- |
| Goud    | Fabiana Murer          | BRA     | AR 4,85 |
| Zilver  | Martina Strutz         | GER     | NR 4,80 |
| Brons   | Svetlana Feofanova     | RUS     | SB 4,75 |
| 4       | Jennifer Suhr          | USA     | 4,70    |
| 5       | Yarisley Silva         | CUB     | NR 4,70 |
| 6       | Jelena Isinbajeva      | RUS     | 4,65    |
| 7       | Jirina Ptácniková      | CZE     | SB 4,65 |
| 8       | Nikoléta Kiriakopoúlou | RUS     | 4,65    |

### Verspringen
| Mannen | Mannen              | Mannen | Mannen  |
| #      | Atleet              | Land   | Afstand |
| ------ | ------------------- | ------ | ------- |
| Goud   | Dwight Phillips     | USA    | SB 8,45 |
| Zilver | Mitchell Watt       | AUS    | 8,33    |
| Brons  | Ngonidzashe Makusha | ZIM    | 8,29    |
| 4      | Yahya Berrabah      | MAR    | 8,23    |
| 5      | Luvo Manyonga       | RSA    | 8,21    |
| 6      | Aleksandr Menkov    | RUS    | 8,19    |
| 7      | Christian Reif      | GER    | 8,19    |
| 8      | Sebastian Bayer     | GER    | SB 8,17 |

| Vrouwen | Vrouwen                        | Vrouwen | Vrouwen |
| #       | Atlete                         | Land    | Afstand |
| ------- | ------------------------------ | ------- | ------- |
| Goud    | Brittney Reese                 | USA     | 6,82    |
| Zilver  | Olga Koetsjerenko              | RUS     | 6,77    |
| Brons   | Ineta Radēviča                 | LAT     | SB 6,76 |
| 4       | Nastassia Mirontsjyk - Ivanova | BLR     | 6,74    |
| 5       | Carolina Klüft                 | SWE     | 6,56    |
| 6       | Janay DeLoach                  | USA     | 6,56    |
| 7       | Darja Klisjina                 | RUS     | 6,50    |
| 8       | Karin Mey Melis                | TUR     | 6,44    |

### Hink-stap-springen
| Mannen | Mannen            | Mannen | Mannen   |
| #      | Atleet            | Land   | Afstand  |
| ------ | ----------------- | ------ | -------- |
| Goud   | Christian Taylor  | USA    | WL 17,96 |
| Zilver | Phillips Idowu    | GBR    | SB 17,77 |
| Brons  | Will Claye        | USA    | PB 17,50 |
| 4      | Alexis Copello    | CUB    | 17,47    |
| 5      | Nelson Évora      | POR    | SB 17,35 |
| 6      | Christian Olsson  | SWE    | 17,23    |
| 7      | Leevan Sands      | BAH    | SB 17,21 |
| 8      | Benjamin Compaoré | FRA    | 17,17    |

| Vrouwen | Vrouwen           | Vrouwen | Vrouwen  |
| #       | Atlete            | Land    | Afstand  |
| ------- | ----------------- | ------- | -------- |
| Goud    | Olha Saladoecha   | UKR     | 14,94    |
| Zilver  | Olga Rypakova     | KAZ     | 14,89    |
| Brons   | Caterine Ibargüen | COL     | 14,84    |
| 4       | Mabel Gay         | CUB     | PB 14,67 |
| 5       | Yamilé Aldama     | GBR     | SB 14,50 |
| 6       | Yargelis Savigne  | CUB     | 14,43    |
| 7       | Anna Kuropatkina  | RUS     | 14,23    |
| 8       | Baya Rahouli      | ALG     | 14,12    |

### Kogelstoten
| Mannen | Mannen             | Mannen | Mannen   |
| #      | Atleet             | Land   | Afstand  |
| ------ | ------------------ | ------ | -------- |
| Goud   | David Storl        | GER    | PB 21,78 |
| Zilver | Dylan Armstrong    | CAN    | 21,64    |
| Brons  | Christian Cantwell | USA    | 21,36    |
| 4      | Reese Hoffa        | USA    | 20,99    |
| 5      | Marco Fortes       | POR    | 20,83    |
| 6      | Ryan Whiting       | USA    | 20,75    |
| 7      | Adam Nelson        | USA    | 20,29    |
| DSQ    | Andrej Michnevitsj | BLR    | 21,40    |

| Vrouwen | Vrouwen                   | Vrouwen | Vrouwen  |
| #       | Atlete                    | Land    | Afstand  |
| ------- | ------------------------- | ------- | -------- |
| Goud    | Valerie Adams             | NZL     | CR 21,24 |
| Zilver  | Nadzeja Astaptsjoek       | BLR     | 20,05    |
| Brons   | Jillian Camarena-Williams | USA     | 20,02    |
| 4       | Gong Lijiao               | CHN     | 19,97    |
| 5       | Jevgenia Kolodko          | RUS     | PB 19,78 |
| 6       | Li Ling                   | CHN     | 19,71    |
| 7       | Anna Avdejeva             | RUS     | SB 19,54 |
| 8       | Nadine Kleinert           | GER     | SB 19,26 |

### Discuswerpen
| Mannen | Mannen            | Mannen | Mannen   |
| #      | Atleet            | Land   | Afstand  |
| ------ | ----------------- | ------ | -------- |
| Goud   | Robert Harting    | GER    | 68,97    |
| Zilver | Gerd Kanter       | EST    | 66,95    |
| Brons  | Ehsan Hadadi      | IRI    | SB 66,08 |
| 4      | Märt Israel       | EST    | 65,20    |
| 5      | Benn Harradine    | AUS    | 64,77    |
| 6      | Virgilijus Alekna | LTU    | 64,09    |
| 7      | Vikas Gowda       | IND    | 64,05    |
| 8      | Jorge Fernández   | CUB    | 63,54    |

| Vrouwen | Vrouwen                 | Vrouwen | Vrouwen  |
| #       | Atlete                  | Land    | Afstand  |
| ------- | ----------------------- | ------- | -------- |
| Goud    | Li Yanfeng              | CHN     | 66,52    |
| Zilver  | Nadine Müller           | GER     | 65,97    |
| Brons   | Yarelis Barrios         | CUB     | SB 65,73 |
| 4       | Żaneta Glanc            | POL     | 63,91    |
| 5       | Stephanie Brown-Trafton | USA     | 63,85    |
| 6       | Tan Jian                | CHN     | 62,96    |
| 7       | Dragana Tomašević       | SRB     | SB 62,48 |
| 8       | Nicoleta Grasu          | ROU     | 62,08    |

### Kogelslingeren
| Mannen | Mannen            | Mannen | Mannen   |
| #      | Atleet            | Land   | Afstand  |
| ------ | ----------------- | ------ | -------- |
| Goud   | Koji Murofushi    | JPN    | SB 81,24 |
| Zilver | Krisztián Pars    | HUN    | SB 81,18 |
| Brons  | Primož Kozmus     | SLO    | SB 79,39 |
| 4      | Markus Esser      | GER    | 79,12    |
| 5      | Pavel Kryvitski   | BLR    | 78,53    |
| 6      | Kirill Ikonnikov  | RUS    | 78,37    |
| 7      | Szymon Ziółkowski | POL    | 77,64    |
| 8      | Nicola Vizzoni    | ITA    | 77,04    |

| Vrouwen | Vrouwen          | Vrouwen | Vrouwen  |
| #       | Atlete           | Land    | Afstand  |
| ------- | ---------------- | ------- | -------- |
| Goud    | Tatjana Lysenko  | RUS     | SB 77,13 |
| Zilver  | Betty Heidler    | GER     | 76,06    |
| Brons   | Wenxiu Zhang     | CHN     | 75,03    |
| 4       | Yipsi Moreno     | CUB     | SB 74,48 |
| 5       | Anita Włodarczyk | POL     | SB 73,56 |
| 6       | Bianca Perie     | ROU     | SB 72,04 |
| 7       | Kathrin Klaas    | GER     | 71,89    |
| DSQ     | Zalina Marghieva | MDA     | 70,27    |

### Speerwerpen
| Mannen | Mannen              | Mannen | Mannen   |
| #      | Atleet              | Land   | Afstand  |
| ------ | ------------------- | ------ | -------- |
| Goud   | Matthias de Zordo   | GER    | SB 86,27 |
| Zilver | Andreas Thorkildsen | NOR    | 84,78    |
| Brons  | Guillermo Martínez  | CUB    | 84,30    |
| 4      | Vítězslav Veselý    | CZE    | SB 84,11 |
| 5      | Fatih Avan          | TUR    | 83,34    |
| 6      | Roman Avramenko     | UKR    | 82,51    |
| 7      | Jarrod Bannister    | AUS    | SB 82,25 |
| 8      | Mark Frank          | GER    | 81,81    |

| Vrouwen | Vrouwen             | Vrouwen | Vrouwen  |
| #       | Atlete              | Land    | Afstand  |
| ------- | ------------------- | ------- | -------- |
| Goud    | Barbora Špotáková   | CZE     | SB 71,58 |
| Zilver  | Sunette Viljoen     | RSA     | AR 68,38 |
| Brons   | Christina Obergföll | GER     | 65,24    |
| 4       | Katharina Molitor   | GER     | 64,32    |
| 5       | Kimberley Mickle    | AUS     | 61,96    |
| 6       | Martina Ratej       | SLO     | 61,65    |
| 7       | Jarmila Klimešová   | CZE     | 59,27    |
| DQ      | Maria Abakoemova    | RUS     | CR 71,99 |

### Tienkamp/Zevenkamp
| Mannen | Mannen             | Mannen | Mannen  |
| #      | Atleet             | Land   | Punten  |
| ------ | ------------------ | ------ | ------- |
| Goud   | Trey Hardee        | USA    | 8607    |
| Zilver | Ashton Eaton       | USA    | 8505    |
| Brons  | Leonel Suárez      | CUB    | SB 8501 |
| 4      | Aleksej Drozdov    | RUS    | 8313    |
| 5      | Eelco Sintnicolaas | NED    | 8298    |
| 6      | Mihail Dudaš       | SRB    | PB 8256 |
| 7      | Pascal Behrenbruch | GER    | 8211    |
| 8      | Jan Felix Knobel   | GER    | 8200    |

| Vrouwen | Vrouwen                    | Vrouwen | Vrouwen |
| #       | Atlete                     | Land    | Punten  |
| ------- | -------------------------- | ------- | ------- |
| Goud    | Jessica Ennis              | GBR     | 6751    |
| Zilver  | Jennifer Oeser             | GER     | 6572    |
| Brons   | Karolina Tymińska          | POL     | PB 6544 |
| 4       | Natalja Dobrynska          | UKR     | SB 6539 |
| 5       | Lilli Schwarzkopf          | GER     | 6321    |
| 6       | Antoinette Nana Djimou Ida | FRA     | 6309    |
| 7       | Austra Skujytė             | LTU     | 6297    |
| DQ      | Tatjana Tsjernova          | RUS     | WL 6880 |

### Marathon
| Mannen | Mannen                 | Mannen | Mannen     |
| #      | Atleet                 | Land   | Tijd       |
| ------ | ---------------------- | ------ | ---------- |
| Goud   | Abel Kirui             | KEN    | SB 2:07.38 |
| Zilver | Vincent Kipruto        | KEN    | 2:10.06    |
| Brons  | Feyisa Lilesa          | ETH    | SB 2:10.32 |
| 4      | Abderrahime Bouramdane | MAR    | 2:10.55    |
| 5      | David Barmasai         | KEN    | 2:11.39    |
| 6      | Eliud Kiptanui         | KEN    | 2:11.50    |
| 7      | Hiroyuki Horibata      | JPN    | 2:11.52    |
| 8      | Ruggero Pertile        | ITA    | 2:11.57    |

| Vrouwen | Vrouwen             | Vrouwen | Vrouwen    |
| #       | Atlete              | Land    | Tijd       |
| ------- | ------------------- | ------- | ---------- |
| Goud    | Edna Kiplagat       | KEN     | 2:28.43    |
| Zilver  | Priscah Jeptoo      | KEN     | 2:29.00    |
| Brons   | Sharon Cherop       | KEN     | SB 2:29.14 |
| 4       | Bezunesh Bekele     | ETH     | 2:29.21    |
| 5       | Yukiko Ababa        | JPN     | 2:29.35    |
| 6       | Zhu Xiaolin         | CHN     | 2:29.58    |
| 7       | Isabellah Andersson | SWE     | 2:30.13    |
| 8       | Wang Jiali          | CHN     | 2:30.25    |

### 20 km snelwandelen
| Mannen | Mannen               | Mannen | Mannen     |
| #      | Atleet               | Land   | Tijd       |
| ------ | -------------------- | ------ | ---------- |
| Goud   | Valeri Bortsjin      | RUS    | 1:19.56    |
| Zilver | Vladimir Kanajkin    | RUS    | 1:20.27    |
| Brons  | Luis Fernando López  | COL    | SB 1:20.38 |
| 4      | Wang Zhen            | CHN    | 1:20.54    |
| 5      | Stanislav Jemeljanov | RUS    | 1:21.11    |
| 6      | Kim Hyun-sub         | KOR    | 1:21.17    |
| 7      | Roeslan Dmytrenko    | UKR    | SB 1:21.31 |
| 8      | Yusuke Suzuki        | JPN    | 1:21.39    |

| Vrouwen | Vrouwen             | Vrouwen | Vrouwen    |
| #       | Atlete              | Land    | Tijd       |
| ------- | ------------------- | ------- | ---------- |
| Goud    | Liu Hong            | CHN     | 1:30.00    |
| Zilver  | Elisa Rigaudo       | ITA     | SB 1:30.44 |
| Brons   | Qieyang Shenjie     | CHN     | 1:31.14    |
| 4       | Susana Feitor       | POR     | 1:31.26    |
| 5       | Ana Cabecinha       | POR     | 1:31.36    |
| 6       | Kristina Saltanovic | LTU     | SB 1:31.40 |
| 7       | Beatriz Pascual     | ESP     | 1:31.46    |
| 8       | Inês Henriques      | POR     | 1:32.06    |
| DQ      | Olga Kaniskina      | RUS     | 1:29.42    |
| DQ      | Anisja Kirdjapkina  | RUS     | 1:30.13    |

### 50 km snelwandelen
| Mannen | Mannen             | Mannen | Mannen     |
| #      | Atleet             | Land   | Tijd       |
| ------ | ------------------ | ------ | ---------- |
| Goud   | Sergej Bakoelin    | RUS    | 3:41.24    |
| Zilver | Denis Nizjegorodov | RUS    | SB 3:42.45 |
| Brons  | Jared Tallent      | AUS    | SB 3:43.36 |
| 4      | Tianfeng Si        | CHN    | 3:44.40    |
| 5      | Luke Adams         | AUS    | SB 3:45.31 |
| 6      | Koichiro Morioka   | JPN    | 3:46.21    |
| 7      | Chil-sung Park     | KOR    | NR 3:47.13 |
| 8      | Faguang Xu         | CHN    | 3:47.19    |

## Legenda
- AR = Werelddeelrecord (Area Record)
- CR = Kampioenschapsrecord (Championship Record)
- SB = Beste persoonlijke seizoensprestatie (Seasonal Best)
- PB = Persoonlijk record (Personal Best)
- NR = Nationaal record (National Record)
- ER = Europees record (European Record)
- WL = 's Werelds beste seizoensprestatie (World Leading)
- WJ = Wereld juniorenrecord (World Junior Record)
- WR = Wereldrecord (World Record)

## Medaillespiegel
| Plaats | Land                 | Goud | Zilver | Brons | Totaal |
| 1      | Verenigde Staten     | 12   | 8      | 5     | 25     |
| 2      | Rusland              | 9    | 4      | 6     | 19     |
| 3      | Kenia                | 7    | 6      | 4     | 17     |
| 4      | Jamaica              | 4    | 4      | 1     | 9      |
| 5      | Duitsland            | 3    | 3      | 1     | 7      |
| 6      | Verenigd Koninkrijk  | 2    | 4      | 1     | 7      |
| 7      | China                | 1    | 2      | 1     | 4      |
| 8      | Australië            | 1    | 1      | 1     | 3      |
| 9      | Ethiopië             | 1    | 0      | 4     | 5      |
| 10     | Oekraïne             | 1    | 0      | 1     | 2      |
| 11     | Japan                | 1    | 0      | 0     | 1      |
| 11     | Botswana             | 1    | 0      | 0     | 1      |
| 11     | Nieuw-Zeeland        | 1    | 0      | 0     | 1      |
| 11     | Polen                | 1    | 0      | 0     | 1      |
| 11     | Brazilië             | 1    | 0      | 0     | 1      |
| 11     | Grenada              | 1    | 0      | 0     | 1      |
| 17     | Zuid-Afrika          | 0    | 2      | 2     | 4      |
| 18     | Cuba                 | 0    | 1      | 3     | 4      |
| 18     | Frankrijk            | 0    | 1      | 3     | 4      |
| 20     | Wit-Rusland          | 0    | 1      | 1     | 2      |
| 21     | Hongarije            | 0    | 1      | 0     | 1      |
| 21     | Soedan               | 0    | 1      | 0     | 1      |
| 21     | Estland              | 0    | 1      | 0     | 1      |
| 21     | Tunesië              | 0    | 1      | 0     | 1      |
| 21     | Kazachstan           | 0    | 1      | 0     | 1      |
| 21     | Puerto Rico          | 0    | 1      | 0     | 1      |
| 21     | Canada               | 0    | 1      | 0     | 1      |
| 21     | Tsjechië             | 0    | 1      | 0     | 1      |
| 21     | Kroatië              | 0    | 1      | 0     | 1      |
| 21     | Noorwegen            | 0    | 1      | 0     | 1      |
| 31     | Colombia             | 0    | 0      | 2     | 2      |
| 31     | Saint Kitts en Nevis | 0    | 0      | 2     | 2      |
| 33     | Letland              | 0    | 0      | 1     | 1      |
| 33     | Slovenië             | 0    | 0      | 1     | 1      |
| 33     | Trinidad en Tobago   | 0    | 0      | 1     | 1      |
| 33     | Iran                 | 0    | 0      | 1     | 1      |
| 33     | België               | 0    | 0      | 1     | 1      |
| 33     | Bahama's             | 0    | 0      | 1     | 1      |
| 33     | Spanje               | 0    | 0      | 1     | 1      |
| 33     | Zimbabwe             | 0    | 0      | 1     | 1      |
| 33     | Italië               | 0    | 0      | 1     | 1      |
| Totaal | Totaal               | 47   | 47     | 47    | 141    |

1983 · 
1987 · 
1991 · 
1993 · 
1995 · 
1997 · 
1999 · 
2001 · 
2003 · 
2005 · 
2007 · 
2009 · 
2011 · 
2013 · 
2015 · 
2017 · 
2019 · 
2022 · 
2023